# リオン・アンティリオン橋
リオ・アンディリオ橋（リオン・アンティリオンきょう、ギリシア語: Γέφυρα Ρίου-Αντιρρίου、英語: Rio-Antirio bridge）は、ギリシャ西南部（西ギリシャ地方）のコリンティアコス湾に架かる斜張橋。ペロポネソス半島パトラ郊外の町リオと、ギリシャ本土の町アンディリオを結んでいる。2004年に完成した。
リオン・アンティリオン橋（英語: Rion-Antirion bridge）などの表記がされることもある。公式の名称はハリラオス・トリクピス橋（ギリシア語: Γέφυρα Χαρίλαος Τρικούπης）。

## 概要

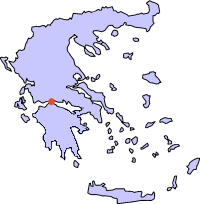
橋の位置

この橋の完成によって、これまでコリント地峡を通過するルートしか有さなかったペロポネソスの交通を劇的に改善させた。橋には4つの支柱が存在し、中央径間は560m。総距離は2,252m（連絡橋を含めると2,882m）であり、総距離では世界最長の斜張橋である。幅は28メートルで片側2車線および緊急用車線および歩行者用道路が整備されている。
橋の建設にはいくつかの技術的問題をクリアする必要があった。深海部への橋脚の固定、地震および津波への対策、プレート運動によるコリンティアコス湾の変化などである。

## 歴史
公式の名称であるハリラオス・トリクピス橋は、この橋の建設を提唱した19世紀の首相ハリラオス・トリクピスに因んで名付けられた。19世紀当時のギリシャは未だ産業革命が始まったばかりであり、橋の建設に必要な資金、技術とも不足していた。
本格的な建設計画は1990年代の半ばに提案された。浚渫作業は1998年に始まり、2003年には巨大な支持パイロンが完成した。それと同時並行でデッキとケーブルも製作され、2004年5月21日に主要部が完成した。2004年8月7日に完成式典が開催されたが、これはアテネオリンピック開幕の1週間前のことであった。公式に橋を初めて渡ったとされているのは、聖火を手に運んだ聖火ランナーである。一人はUEFA欧州選手権2004においてギリシャを優勝に導いたオットー・レーハーゲル監督、もう一人は建設が開始された際に政府の公共事業省長官を務めていたコスタス・ラリオティスであった。
建設に要した費用は約€ 630,000,00で大部分は欧州連合各国からの融資によって調達された。当初は2004年9月11月にかけて完成すると見込まれていた予定から大幅に繰り上げて建設は終了した。設計および大部分の施行主にはフランスの企業ヴィンチ・グループがあたった。主任設計者はBerdj Mikaelianが務めている。
この橋には、建設地の地理的特性により必要となった幾つかの特徴がある。深度65メートルに達する海底は軟弱な地盤からなり、微小地震が頻発していた。コリンティアコス湾は毎年30mm延びていることも考慮に入れる必要があった。橋脚は地盤に埋めるのではなく、海水面と平行に海底に敷き詰めた砂利の上に置かれた。地震が発生した際には橋脚が平行移動し、砂利がエネルギーを吸収する。橋脚とデッキ部はジャッキと緩衝器を介して固定され、橋脚間の地盤変化に対応できるようになっている。
自動車の通行料は10.50ユーロ、バイクについては1.50ユーロを徴収している。

橋の諸元

## ギャラリー

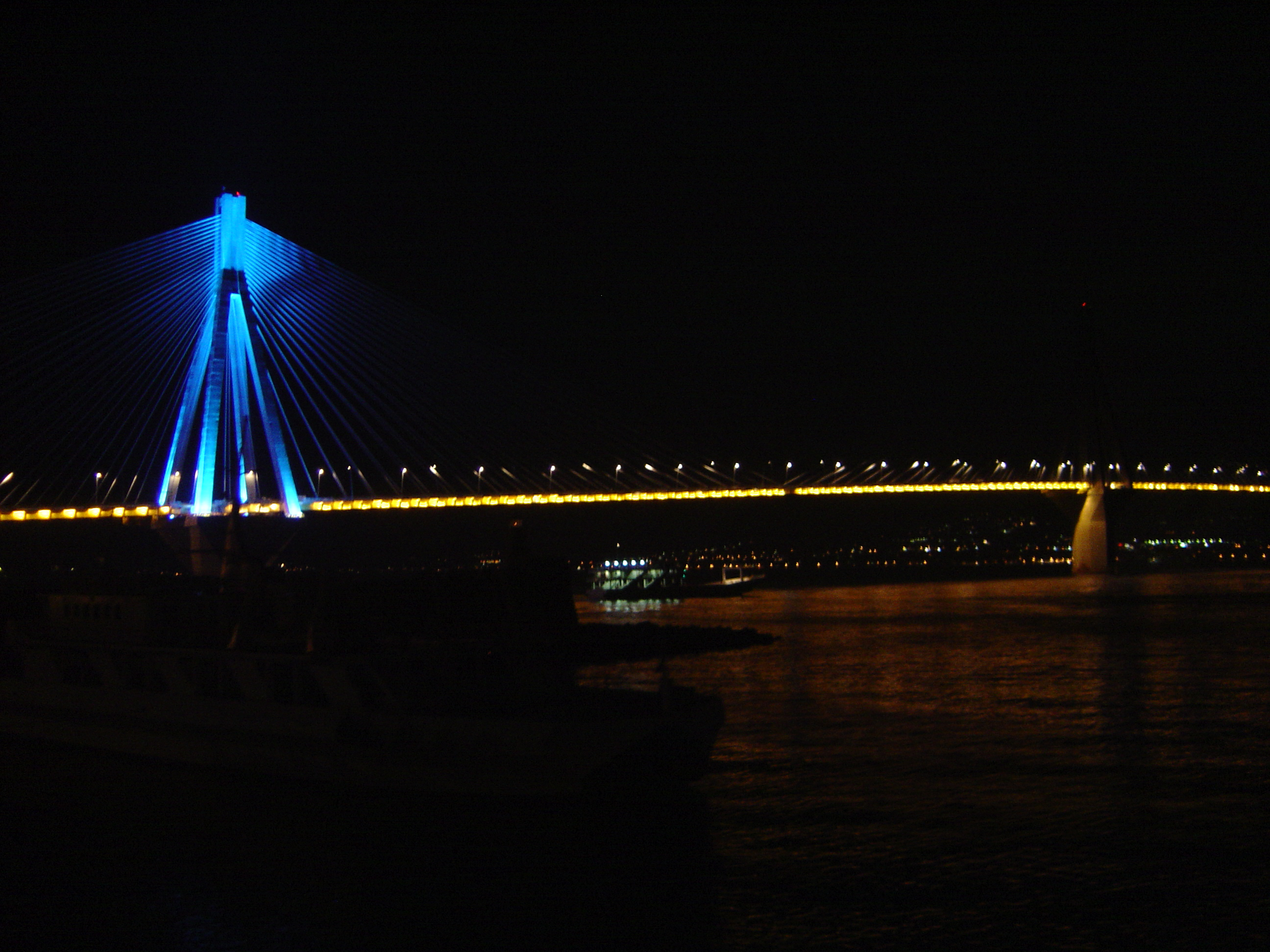
夜間にはライトがともされる